# Goodrich Castle
Goodrich Castle är ett slott i Storbritannien.   Det ligger i grevskapet Herefordshire och riksdelen England, i den södra delen av landet, 180 km väster om huvudstaden London. Goodrich Castle ligger 70 meter över havet.
Terrängen runt Goodrich Castle är kuperad söderut, men norrut är den platt. Runt Goodrich Castle är det ganska tätbefolkat, med 129 invånare per kvadratkilometer. Närmaste större samhälle är Ross-on-Wye, 5,6 km nordost om Goodrich Castle. Trakten runt Goodrich Castle består i huvudsak av gräsmarker.